# Strada Statale 341 Gallaratese
Die Strada Statale 341 „Gallaratese“ ist eine italienische Staatsstraße.

## Geschichte
Die Straße wurde 1962 als Staatsstraße zwischen Novara und Varese gewidmet und erhielt die Nummer 341 und die Bezeichnung „Gallaratese“.
Später wurde der Abschnitt zwischen Gallarate und Varese entwidmet und zur Provinzialstraße herabgestuft.

## Verlauf
Die SS 341 fängt in Novara an und führt in Richtung Nord-Osten. Nach dem Fluss Ticino führt sie in die Lombardei ein bis Gallarate. Ursprünglich ging sie weiter nach Varese parallel zur Autobahn A8.